# Chioninia
Chioninia is een geslacht van hagedissen uit de familie skinken (Scincidae).

## Naam en indeling
De wetenschappelijke naam van de groep werd voor het eerst voorgesteld door Patrick Mausfeld,Wolfgang Böhme, Bernhard Misof, Davor Vrcibradic en Carlos Frederico Duarte Rocha in 2002. Er zijn zeven verschillende soorten, veel soorten werden eerder tot de geslachten Macroscincus en Mabuya gerekend.

## Verspreiding en habitat
Alle soorten komen voor in delen van westelijk Afrika en leven endemisch op de Kaapverdische Eilanden. De soort Chioninia stangeri zou ook zijn aangetroffen in Namibië maar dit bleek later een vergissing te zijn.
Door de internationale natuurbeschermingsorganisatie IUCN is aan alle soorten een beschermingsstatus toegewezen. Vier soorten worden als 'veilig' beschouwd (Least Concern of LC), aan de soort Chioninia stangeri is de status 'gevoelig' toegewezen (Near Threatened of NT) en de skink Chioninia vaillantii staat te boek als 'bedreigd' (Endangered of EN). De Kaapverdische reuzenskink (Chioninia coctei) ten slotte wordt gezien als uitgestorven als gevolg van de introductie van honden, katten en ratten die belangrijke predatoren bleken.

## Soorten
Het geslacht omvat de volgende soorten, met de auteur en het verspreidingsgebied.
| Naam                                         | Auteur                 | Verspreidingsgebied                                |
| -------------------------------------------- | ---------------------- | -------------------------------------------------- |
| Kaapverdische reuzenskink (Chioninia coctei) | Duméril & Bibron, 1839 | Kaapverdië (Branco, Razo)                          |
| Chioninia delalandii                         | Duméril & Bibron, 1839 | Kaapverdië                                         |
| Chioninia fogoensis                          | O'shaughnessy, 1874    | Kaapverdië (Santo Antão, Fogo, São Nicolau)        |
| Chioninia nicolauensis                       | Schleich, 1987         | Kaapverdië (São Nicolau)                           |
| Chioninia spinalis                           | Boulenger, 1906        | Kaapverdië (Sal)                                   |
| Chioninia stangeri                           | Gray, 1845             | Kaapverdië (São Vicente, Santa Luzia, Branco, Razo |
| Chioninia vaillantii                         | Boulenger, 1887        | Kaapverdië (Thiago, Fogo, Rhombos)                 |